# ساترن رلی
زاترن رلی (Saturn Relay) خودرویی است که در سال‌های ۲۰۰۵ تا ۲۰۰۷در ایالات متحده آمریکا تولید شده‌است.
این خودرو در کلاس مینی‌ون قرار گرفته، طراحی آن موتور جلو، خودرو محور جلو، خودرو چهار چرخ محرک بوده است.